# Pepsi on Stage
KTO Arena
A KTO Arena é uma casa de eventos brasileira com capacidade para até 5.500 pessoas localizada no bairro Anchieta, Porto Alegre, em frente ao Aeroporto Internacional Salgado Filho.
Inaugurado em maio de 2006, o espaço funcionou durante quase 20 anos sob o nome Pepsi on Stage – recebendo mais de 4 milhões de pessoas nesse período.
Além de shows históricos, de artistas como Bob Dylan, Caetano Veloso, Lauryn Hill e The Strokes, o local também sedia eventos como conferências, premiações, festas e lançamentos de produtos.
Com uma extensa programação, a KTO Arena está localizada em frente ao Aeroporto Salgado Filho e se consolidou como a “maior casa de espetáculos da região sul do Brasil” para os mais diversos tipos de público.

## História

### Anos iniciais (2004-2007)
O primeiro evento de grande porte que o Parque Condor abrigou foi a Festa de 7 anos da Rádio Pop Rock, onde teve várias atrações como Bidê ou Balde, Marcelo Nova, Tequila Baby, Armandinho, Reação em Cadeia, TNT entre muitas outras atrações divididas em três palcos. Mostrando que o local poderia receber inúmeros eventos tantos nacionais quanto internacionais. Logo após tendo 3 atrações internacionais.
Em 19 de abril de 2005, o embrião do que seria o Pepsi on Stage, na época chamado de Parque Condor e usado muito pelas produtoras teve o Projeto "Claro que é Rock" trazendo a Porto Alegre a banda Placebo pela primeira vez ao Brasil e a Porto Alegre em um festival onde a banda vencedora abriria o show deles, sendo a banda Cartolas os vencedores. Em 25 de outubro de 2005, ainda em fase final de construção, o Parque Condor foi palco da primeira turnê brasileira das bandas The Strokes e Arcade Fire no Brasil, dentro da edição especial do Tim Festival em Porto Alegre. Contudo, a Casa foi inaugurada oficialmente em 9 de maio de 2006, com apresentação do músico Lulu Santos.

### Reforma (2008)
No primeiro semestre de 2008, a Opinião Produtora, administrada em parte pelos mesmos fundadores do Bar Opinião (Alexandre Lopes e Claudio Favero), anunciou uma reforma e a implementação de diversas melhorias acústicas e de equipamentos de som no local. O Pepsi On Stage ganhou mezaninos laterais e central (suspensos a 5 metros de altura), aumentando a capacidade de público em 30%.

### Nova fase (2025 em diante)
O Pepsi on Stage tornou-se uma das casas de eventos mais movimentadas da Região Sul do Brasil. Em 2025, mudou o seu nome para KTO Arena.

## Shows
Desde sua inauguração, a KTO Arena sediou apresentações de artistas e bandas como:
- McFly[2]
- Akon
- Alanis Morissette
- Alice In Chains
- Anitta
- Anberlin
- Arcade Fire
- Avenged Sevenfold
- Ben Harper
- Biohazard
- Bob Dylan
- Beth Carvalho
- Black Eyed Peas
- Brujeria
- Caetano Veloso
- Camila Cabello
- Chuck Berry
- Creed
- Demi Lovato
- Donavon Frankenreiter
- Dream Theater
- Evanescence
- Faith No More
- Fifth Harmony
- Fito Páez
- Franz Ferdinand
- Helloween
- Matanza
- Megadeth
- Dream Theater
- Ja Rule
- Jerry Lee Lewis
- Joss Stone
- Lauryn Hill
- Legião Urbana 30 Anos
- Lulu Santos
- Mr. Big
- Maná
- Matisyahu
- Moby
- NOFX
- Winger
- Pabllo Vittar
- Os Paralamas do Sucesso
- Paramore
- Placebo
- Queens of the Stone Age
- Richie Sambora
- RBD
- Banda Calypso
- Rebeldes
- Rouge
- Roxette
- Simple Plan
- Slash
- Stratovarius
- The Cranberries
- The Doors
- The Cult
- The Offspring
- The Strokes
- The Wanted
- Titãs
- ZZ Top
- Os Travessos
- Rodriguinho

Em 28 de janeiro de 2010, o local também foi base dos bastidores do show do Metallica em Porto Alegre, realizado no Parque Condor, ao lado da arena.